# I morti non muoiono
I morti non muoiono (The Dead Don't Die) è un film del 2019 scritto e diretto da Jim Jarmusch.
Recitato da un cast corale che include Adam Driver, Bill Murray, Chloë Sevigny, Steve Buscemi, Austin Butler, RZA, Tilda Swinton, Tom Waits, Danny Glover, Caleb Landry Jones, Rosie Perez, Carol Kane e Selena Gomez, il film segue le forze dell'ordine di una piccola cittadina mentre affrontano un'improvvisa invasione di zombi.
Il film è stato presentato in anteprima come film d'apertura al Festival di Cannes il 14 maggio 2019 ed è stato poi distribuito negli Stati Uniti a partire dal 14 giugno 2019 da Focus Features. Ha ricevuto recensioni contrastanti da parte della critica e incassato circa 13,9 milioni di dollari.

## Trama
In risposta a una denuncia dell'agricoltore Frank Miller riguardante un pollo scomparso, i poliziotti Cliff Robertson e Ronnie Peterson di Centerville, una cittadina rurale, affrontano brevemente l'eccentrico eremita Bob nei boschi. Durante il viaggio di ritorno alla stazione, Cliff osserva che, nonostante siano le 8 di sera, è ancora giorno, mentre Ronnie nota che sia l'orologio che il cellulare hanno smesso di funzionare. In un ristorante, il fattore Miller parla di Bob con Hank Thompson, proprietario di un negozio di ferramenta. Hank e la cameriera Fern si chiedono anche loro perché non sia buio fuori.
A seguito di un servizio giornalistico trasmesso al centro di detenzione minorile di Centerville, Geronimo dice alle compagne detenute Olivia e Stella che la rotazione della terra si sta alterando. Il fattorino Dean rilascia rare riviste con il proprietario di benzina Bobby, che vende anche dischi pop nel suo negozio. Il proprietario del Moonlight Motel, Danny Perkins, ascolta la notizia, diffusa da Posie Juarez sul fatto che gli animali si comportano in modo strano e i suoi gatti sono scomparsi. Miller nota che anche gli animali della sua fattoria sono scomparsi.
Cliff e Ronnie si riuniscono con Mindy Morrison alla stazione di polizia. I tre ufficiali discutono della stranezza che circonda Centerville. Alla tavola calda, la cameriera racconta ad Hank di Zelda Winston, che nel frattempo pratica le sue abilità con la spada di fronte ad una statua di Buddha nella sala funebre. Quella notte due zombi rianimati uccidono le cameriere della tavola calda. Hank chiama Cliff, Ronnie e Mindy alla tavola calda quando scopre i loro corpi al mattino seguente. Ronnie dice a Cliff che crede che siano stati zombi a massacrarle.
Zoe e i suoi compagni di viaggio Jack e Zach si fermano a fare rifornimento alla stazione di benzina di Bobby. Dopo aver acquistato il CD The Dead Don't Die di Sturgill Simpson dal ragazzo, entrano nel Moonlight Motel di Danny. Cliff e Ronnie incontrano i tre ragazzi mentre sono al motel e li avvertono di non uscire la sera. Geronimo suggerisce ad Olivia e Stella che un'imminente apocalisse di zombi sia la responsabile delle morti.
Quando indagano al cimitero, Cliff e Ronnie trovano delle tombe aperte. L'eremita Bob spia gli uomini da lontano prima di concludere separatamente che gli zombi sono liberi. Ronnie fornisce a Cliff indicazioni su come uccidere gli zombi. Bobby e Hank hanno una conversazione simile mentre preparano le armi. Altri zombi risorgono dai morti quella sera. Danny viene attaccato nel suo motel e diventa un non morto. Zoe, Jack e Zach si chiudono nella loro stanza dopo un avvertimento di Posie Juarez.
Cliff e Ronnie riportano i rifornimenti alla stazione di polizia e raccontano a Mindy degli zombi. Mallory O'Brien si rianima ma Ronnie la decapita. Intanto, altri cadaveri si rianimano all'interno della casa funeraria e Zelda li decapita con la sua katana. Zelda quindi incontra i tre ufficiali e offre loro aiuto lasciando Zelda alla stazione mentre escono di pattuglia insieme. La donna invia però un messaggio crittografato utilizzando il proprio computer. Cliff, Ronnie e Mindy trovano Zoe e i suoi amici morti mentre indagano al motel. Ronnie decapita tutti e tre i corpi per impedire loro di rianimarsi. Ronnie prende il CD di Zoe ma Cliff lo butta fuori dal finestrino della macchina, stufo della canzone.
Hank e Bobby sono invasi dagli zombi nel negozio di ferramenta, Bob vede gli zombi distruggere Miller mentre Geronimo, Olivia e Stella fuggono dal centro di detenzione minorile. Gli zombi circondano l'auto di pattuglia e questa rimane bloccata nel cimitero. Quando scorge sua nonna defunta tra gli zombi, Mindy, disperata e spaventata, corre fuori dal veicolo per unirsi a lei. Ronnie comunica a Cliff che sapeva che sarebbe finita male, perché Jim gli ha dato l'intera sceneggiatura mentre il collega ha ricevuto solo le loro scene.
Zelda guida la macchina di Ronnie in città e cammina con calma attraverso il cimitero. Gli zombi si allontanano dall'auto di pattuglia nel momento in cui un UFO rotante si libra improvvisamente sopra il cimitero di Centerville. Cliff e Ronnie rimangono stupiti quando l'UFO preleva Zelda e vola via. Cliff e Ronnie decidono di attaccare ed escono dalla macchina, iniziando a uccidere i residenti non morti di Centerville tra cui Bobby, Miller e Danny. Gli zombi alla fine sopraffanno Cliff e Ronnie.

## Produzione
Le riprese del film sono cominciate nel luglio 2018 nello stato di New York.

## Promozione
Il primo trailer e poster del film sono stati diffusi online il 1º aprile 2019. Il poster italiano è stato diffuso il 6 maggio 2019.

## Distribuzione
Il film è stato presentato in anteprima il 14 maggio 2019 in concorso alla 72ª edizione del Festival di Cannes, dove è stato il film d'apertura. È stata poi distribuito nelle sale cinematografiche statunitensi da Focus Features a partire dal 14 giugno 2019.
In Italia è stato distribuito da Universal Pictures a partire dal 13 giugno dello stesso anno.

## Accoglienza

### Incassi
Il film ha incassato 6,5 milioni di dollari negli Stati Uniti e 7,4 milioni di dollari nel resto del mondo, per un totale complessivo di 13,9 milioni di dollari.

### Critica
Il film ha ottenuto il 54% di critiche positive sul portale Rotten Tomatoes, con un punteggio di 5,76 su 10 basato su 248 recensioni. Ha ottenuto un punteggio di 54 su 100 anche sul sito Metacritic, basato su 51 recensioni.
La critica ha notato riferimenti a vecchie pellicole del cinema horror, in particolare La notte dei morti viventi e Zombi di George Romero, e il filone parodistico inaugurato da Dan O'Bannon con Il ritorno dei morti viventi.
Secondo Alessandra De Luca, del quotidiano cattolico Avvenire, «[il film] sceglie i morti viventi per riflettere sulle conseguenze della massificazione e dell'omologazione, sull'ossessione per i beni materiali dalla quale non ci si libera neppure dopo il trapasso.» Per Simone Vacatello del Fatto Quotidiano, «è un film imperfetto ma onesto, e soprattutto coerente: non c’è nessuna umanità da mettere in guardia, il tempo è già scaduto e non resta che dare il meglio di sé nel tragico finale.»
Meno entusiasta la recensione di Benedetta Bragadini per Rolling Stone, che scrive: «Il sottotesto politico è più incisivo del film stesso [...] È la trama che fatica a reggersi in piedi, a testimonianza del fatto che non puoi prendere un bel brano, The Dead Don't Die di Sturgill Simpson (che compare come zombie con la chitarra così, un po' a caso), e costruirci intorno un film, mixando tutto quello che ti diverte. Neanche se ti chiami Jim Jarmusch.»
Anche Pietro Masciullo su Sentieri Selvaggi ribadisce che il film è: «Un gioco intertestuale ironico e reiterato che alla lunga tende a sciogliere l’impatto emotivo e buona parte delle potenze simboliche solitamente gestite in maniera molto più efficace da Jarmusch.»

## Riconoscimenti
- 2019 - Festival di Cannes
  - In competizione per la Palma d'oro